# Newcastle (Wyoming)
Newcastle – miasto w Stanach Zjednoczonych, w stanie Wyoming, siedziba administracyjna hrabstwa Weston.